# Mihály József
Mihály József (Budapest, 1939. július 8. – 1994. október 22. előtt) labdarúgó, hátvéd.

## Pályafutása
A BVSC nevelése. 1957 és 1958 között az Újpesti Dózsa labdarúgója volt. Az élvonalban 1957. március 17-én mutatkozott be a Haladás ellen, ahol 1–1-s döntetlen született. Tagja volt az 1957 tavaszán bronzérmet szerzett együttesnek. 1966 és 1970 között a Dunaújváros Kohász csapatában játszott. Az élvonalban 71 bajnoki mérkőzésen szerepelt és hat gólt szerzett. 1971-től 1982-ig a Dunaújváros intézője volt.

## Sikerei, díjai
- Magyar bajnokság
  - 3.: 1957-tavasz